# Carlo Giovanardi
Carlo Giovanardi (ur. 15 stycznia 1950 w Modenie) – włoski polityk, były minister, wieloletni parlamentarzysta.

## Życiorys
Ukończył studia prawnicze, uzyskując następnie doktorat. Zawodowo praktykował jako adwokat. Pod koniec lat 60. zajął się działalnością polityczną, przystępując do tworzącej kolejne rządy Chrześcijańskiej Demokracji. Był radnym Modeny, a następnie radnym regionu Emilia-Romania.
Od 1992 do 2008 zasiadał w Izbie Deputowanych XI, XII, XIII, XIV i XV kadencji. W 1994 znalazł się wśród założycieli Centrum Chrześcijańsko-Demokratycznego, będącego największą (obok Włoskiej Partii Ludowej) formacją powstałą na bazie rozwiązanej w wyniku afer korupcyjnych chadecji. Carlo Giovanardi kierował grupą parlamentarną centrystów, pełnił też funkcję wiceprzewodniczącego niższej izby włoskiego parlamentu. Od 2002 był jednym z liderów Unii Chrześcijańskich Demokratów i Centrum, którą współtworzyło m.in. CCD. W ramach tej partii kierował frakcją liberalno-ludową.
W okresie od 2001 do 2006 zajmował stanowisko ministra do spraw kontaktów z parlamentem w drugim i trzecim gabinecie Silvia Berlusconiego.
W 2007 ubiegał się o przywództwo w UDC, startując na sekretarza tego ugrupowania, przegrywając jednak znacząco z Lorenzem Cesą. Carlo Giovanardi sprzeciwił się w tym samym roku przeforsowanej przez władze chadeków decyzji o opuszczeniu centroprawicowej koalicji. W 2008 ostatecznie wraz ze swoimi zwolennikami wystąpił z UDC, powołując partię Liberalni Ludowcy, która zgłosiła swój akces do federacyjnego Ludu Wolności.
W przedterminowych wyborach w tym samym roku Carlo Giovanardi uzyskał mandat do Senatu XVI kadencji. W czwartym rządzie Silvia Berlusconiego objął stanowisko podsekretarza stanu w biurze premiera (do 2011). W 2013 wybrany na senatora XVII kadencji. W tym samym roku przystąpił do partii Nowa Centroprawica, wystąpił z niej w 2015.
Jego brat bliźniak Daniele Giovanardi został lekarzem; w młodości był lekkoatletą, olimpijczykiem z 1972.